# 川島秀一
川島 秀一（かわしま しゅういち、1952年 - ）は、日本の民俗学者、博士（文学）。東北大学災害科学国際研究所教授、神奈川大学日本常民文化研究所客員研究員、日本民俗学会会長などを歴任。

## 来歴
宮城県気仙沼市に生まれる。宮城県気仙沼高等学校を経て、1976年3月に法政大学社会学部社会学科を卒業した。1977年4月、東北大学附属図書館司書となる。1982年4月から気仙沼市市史編纂室職員に移り、1998年4月に気仙沼市図書館司書となる。2005年4月、リアス・アーク美術館勤務（2012年3月まで副参事兼副館長）。
2010年3月、総合研究大学院大学より博士（文学）の学位を取得した。
2012年4月、神奈川大学特任教授となる。2013年、東北大学災害科学国際研究所教授に就任。2018年に定年退職し、同大シニア研究員となる。
2020年から日本民俗学会会長を務めた。日本カツオ学会長。
著書に『春を待つ海 － 福島の震災前後の漁業民俗』『憑霊の民俗』『ザシキワラシの見えるとき － 東北の神霊と語り』『魚を狩る民俗 － 海を生きる技』がある。

## 受賞
- 高知県出版文化賞[9]